# 星野有香
星野 有香（ほしの ゆか、1972年10月11日 - ）は、京都府出身の日本の元女優。所属事務所は、研音→トレンド→不明。

## 来歴・人物
身長165cm、スリーサイズはB83-W60-H85、靴のサイズは24.0cm（2005年時点）。特技は京都弁、クラリネット、ピアノ、オカリナ演奏、古式泳法。
京都精華大学卒業。在学中は京都産業大学のサークルに所属。1995年に出身地の京都から東京へ移り、『正義のサラリーマン』でドラマデビューする。『踊る大捜査線』で山下婦警役を演じ、広く存在を知られるようになった。
研音に所属していたが2005年にトレンドに移籍し、その後事務所の所属リストからは名前が消えている。
元オセロの中島知子とは同郷で大親友。

## 出演

### テレビドラマ
- しんドラ 正義のサラリーマン（1995年、日本テレビ）
- 恋のクロスロード（1996年、関西テレビ）
- 翼をください!（1996年、フジテレビ） - 原田智子 役
- 西村京太郎トラベルミステリー 29 上越新幹線殺人事件（1996年、テレビ朝日 土曜ワイド劇場）
- スチュワーデス刑事1（1997年、フジテレビ 金曜エンタテイメント）
- 踊る大捜査線シリーズ - 山下圭子 役
  - 踊る大捜査線（1997年） - 山下圭子 役
  - 湾岸署婦警物語 初夏の交通安全スペシャル（1997年） - 山下圭子 役
- 総理と呼ばないで 第3話（1997年、フジテレビ） - アナウンサー 役
- 友達の恋人（1997年、TBS） - 村田春実 役
- 月の輝く夜だから（1997年、フジテレビ） - 池田聡子（上川隆也の妹）役
- 心療内科医・涼子（1997年、日本テレビ）
- ブライダルコーディネーターの事件簿 2 名古屋嫁とり殺人事件（1998年、TBS 月曜ドラマスペシャル） - 奥村恵子 役
- Over Time-オーバー・タイム（1999年、フジテレビ） - 真鍋響 役
- 水上署の源さん（1999年、TBS 月曜ドラマスペシャル） - 上池紀和子 役
- 救急ハート治療室（1999年、フジテレビ） - 橘萌子 役
- 恋の神様（2000年、TBS） - 西原準子役
- スタイル!（2000年、テレビ朝日） - 鈴木麻里佳 役
- つぐない（2001年、日本テレビ 火曜サスペンス劇場）
- みそじ魂（2001年9月28日、テレビ朝日 第一回テレビ朝日21世紀新人シナリオ大賞受賞） - 菅谷公子 役
- 白線流し 旅立ちの詩（2001年、フジテレビ）
- ショムニ FINAL（2002年、フジテレビ） - 中山皐月（秘書課）役
- 月曜ミステリー劇場 「ざこ検事 潮貞志の事件簿」（2002年） - 潮佐和（主人公の亡き妻）役
- ショムニ FOREVER（2003年1月1日、フジテレビ） - 中山皐月 役
- 夢見る葡萄（2003年、NHK 月曜ドラマシリーズ） - 小川（越智）弥生 役
- 離婚弁護士 第8話（2004年） - 吉野美穂 役
- よい子の味方（2004年） - 三原伸子 役
- 土曜ワイド劇場 温泉（秘）大作戦!シリーズ - 桜井恵美 役
  - 温泉（秘）大作戦!星野さつきの事件簿（2004年2月21日）
  - シリーズ第2作（2005年1月15日）
  - シリーズ第3作（2006年4月15日）

### 映画
- 恋は舞い降りた。（1997年） - 和代 役
- 踊る大捜査線シリーズ - 山下圭子 役
  - 踊る大捜査線 THE MOVIE （1998年） - 山下圭子 役
  - 踊る大捜査線 THE MOVIE 2 レインボーブリッジを封鎖せよ!（2003年） - 山下圭子 役
- ラストシーン（2002年） - リポーター 役

### テレビ番組
- 宮本和知の熱血!昼休み（1998年、TBS）
- ミスMap天国!（1998年-1999年、TBS）
- Bella（1999年-2000年、名古屋テレビ）
- 日立 世界・ふしぎ発見!（2003年、TBS） - ミステリーハンター

### CM
- サントリー ザ・カクテルバー サクラフィズ（1998年）
- 興和 QPコーワi（2000年）
- NTTドコモ ワールドコール（2001年）
- オリコ（2002年）
- 読売新聞（2002年）
- ダスキン（2003年）